# Вулька-Кровіцька
Вілька-Коровицька (пол. Wólka Krowicka) — село в Польщі, у гміні Любачів Любачівського повіту Підкарпатського воєводства.
Населення — 382 особи (2011).
У 1975-1998 роках село належало до Перемишльського воєводства.

## Демографія
Демографічна структура станом на 31 березня 2011 року:
|          | Загалом | Допрацездатний вік | Працездатний вік | Постпрацездатний вік |
| -------- | ------- | ------------------ | ---------------- | -------------------- |
| Чоловіки | 201     | 52                 | 132              | 17                   |
| Жінки    | 181     | 41                 | 98               | 42                   |
| Разом    | 382     | 93                 | 230              | 59                   |